# Museo Roca

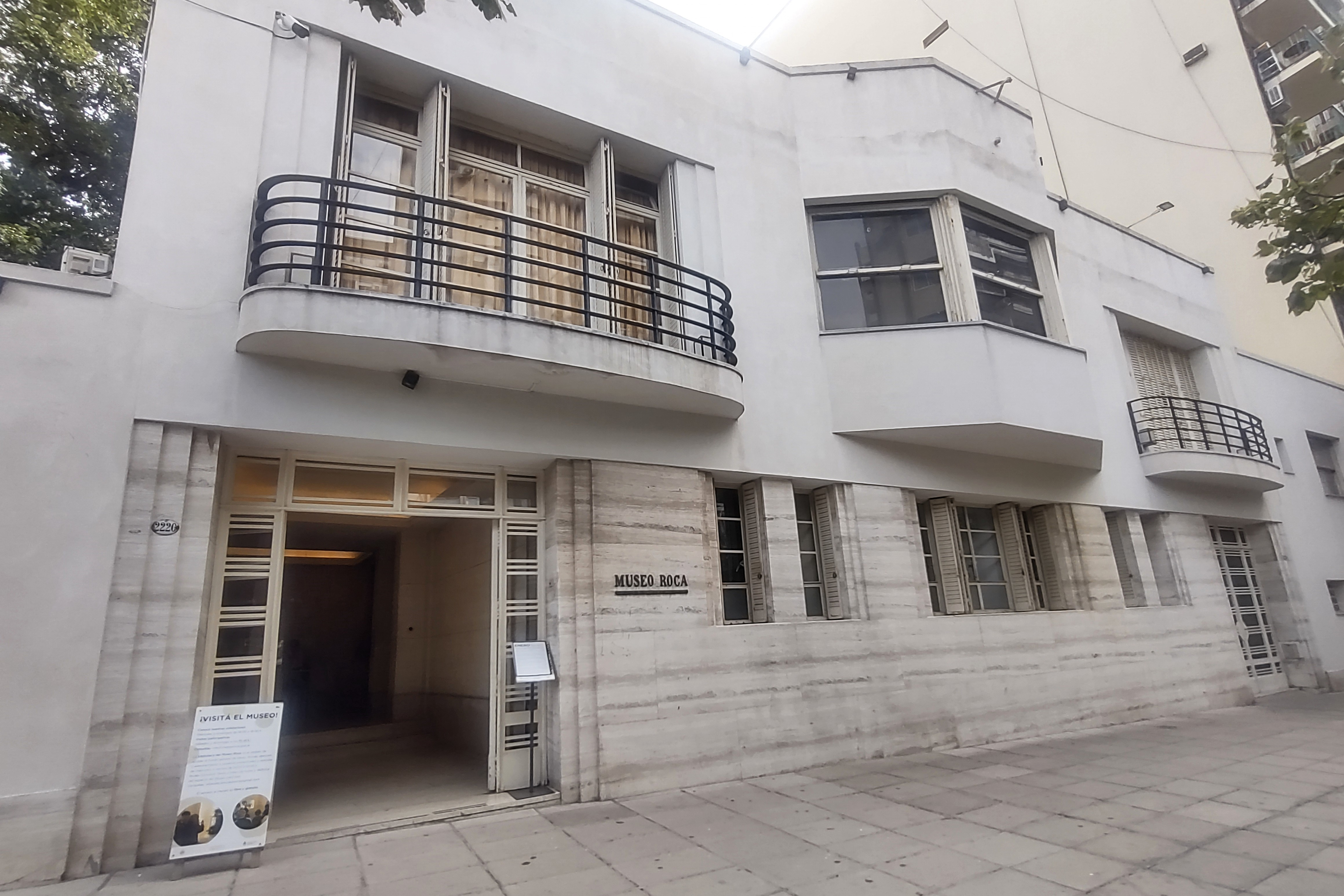
Fachada del Museo Roca. Vicente López 2220, Recoleta, CABA.

El Museo Roca - Instituto de Investigaciones Históricas es un museo nacional, dependiente del Ministerio de Cultura de la Nación y ubicado en el barrio de Recoleta, Ciudad de Buenos Aires. Se encuentra emplazado en la antigua residencia de José Arce, cirujano y diplomático argentino, quien en la década de 1960 donó el inmueble al Estado nacional junto con objetos pertenecientes a la figura del presidente Julio Argentino Roca, a fin de crear un museo y un instituto dedicado hacia aquel mandatario.
Situada en Vicente López 2220, su estilo es neoclásico moderno, y es obra del arquitecto Francisco Squirru. Cuenta con una importante colección de objetos y documentos relativos a las presidencia de Julio Argentino Roca, como de la Conquista del Desierto. Además, posee una de las más bellas y antiguas bibliotecas de la Ciudad de Buenos Aires.

## Historia
La construcción de la casa comenzó en la década de 1930, por encargo de José Arce, quien hacía poco se había separado de su primera esposa, María Castro Escalda, con motivo del fallecimiento de la única hija que tuvo en su vida a los 13 años. Fue obra del arquitecto Francisco Squirru, quien decidió darle un estilo neoclásico moderno, como variante del art decó imperante en la época; fue finalizada en 1933. Arce hizo instalar una sala de música con piano, instrumento el cual tocaba de manera amateur. En su sala de música se daban tertulias musicales, llegando incluso a ser transmitidas las mismas por Radio Splendid, contando con el pianista belga Julio Perceval, quien había logrado reconocimiento en la época en Argentina. Interiormente cuenta con decoraciones en madera de ébano, entre otras maderas, así como decoraciones en marfil y piedra caliza.

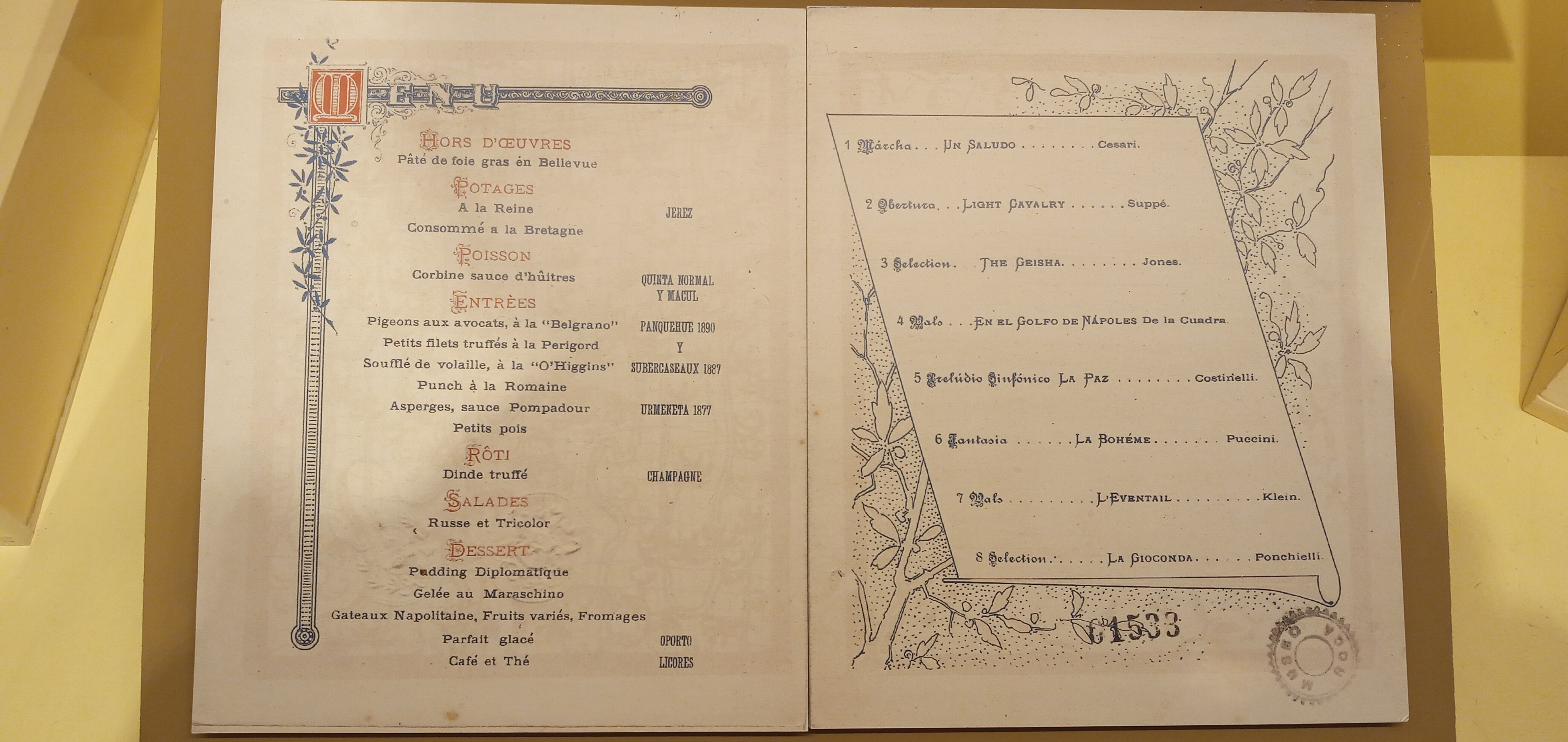
Menú que compartieron Federico Errázuriz, presidente del Chile, y Julio Roca en el evento conocido como «Abrazo del Estrecho», exhibido en el museo.

En aquellos tiempos, Arce ya era reconocido como médico, pero sobre todo, por su trayectoria como político y diplomático. Tenía un interés particular por la figura de Julio Argentino Roca, figura importante de la Generación de los 80, que comenzaba a ser discutida por el revisionismo histórico.
La intención de Arce era crear un instituto de investigaciones acerca de la figura de Roca, donde, a partir de la profesionalización en el país de la carrera de historia, se pudiese promover estudios acerca de él, despojada de agregados literarios con poco valor historiográfico. Por ello, decidido a que no intentaría endiosar su figura, sino que promovería estudios historiográficos, hizo instalar como lema del museo, en la entrada a la antesala a la sala principal, la frase atribuida a Aristóteles «Amicus Plato. Sed magis amicas veritas» («Soy amigo de Platón, pero más amigo soy de la verdad»).
El instituto de investigaciones fue creado, tras alcanzar un acuerdo con el presidente Arturo Frondizi el 25 de agosto de 1961. Su inauguración oficial se dio finalmente estando presente el presidente Arturo Umberto Illia, el 17 de julio de 1964, quien descubrió una placa conmemorativa. Inicialmente se advertía que no era un «museo como cualquier otro», sino que simplemente se dedicaban a investigar sobre Roca. Tras su muerte, y con la consigna expresa de que el inmueble permanezca como un instituto sobre el expresidente argentino, la casa pasó a manos del Estado como donación de la familia Arce, en 1968. El Estado argentino posteriormente le sumó distintos objetos relativos a Roca, a la generación del 80 y a la organización nacional.

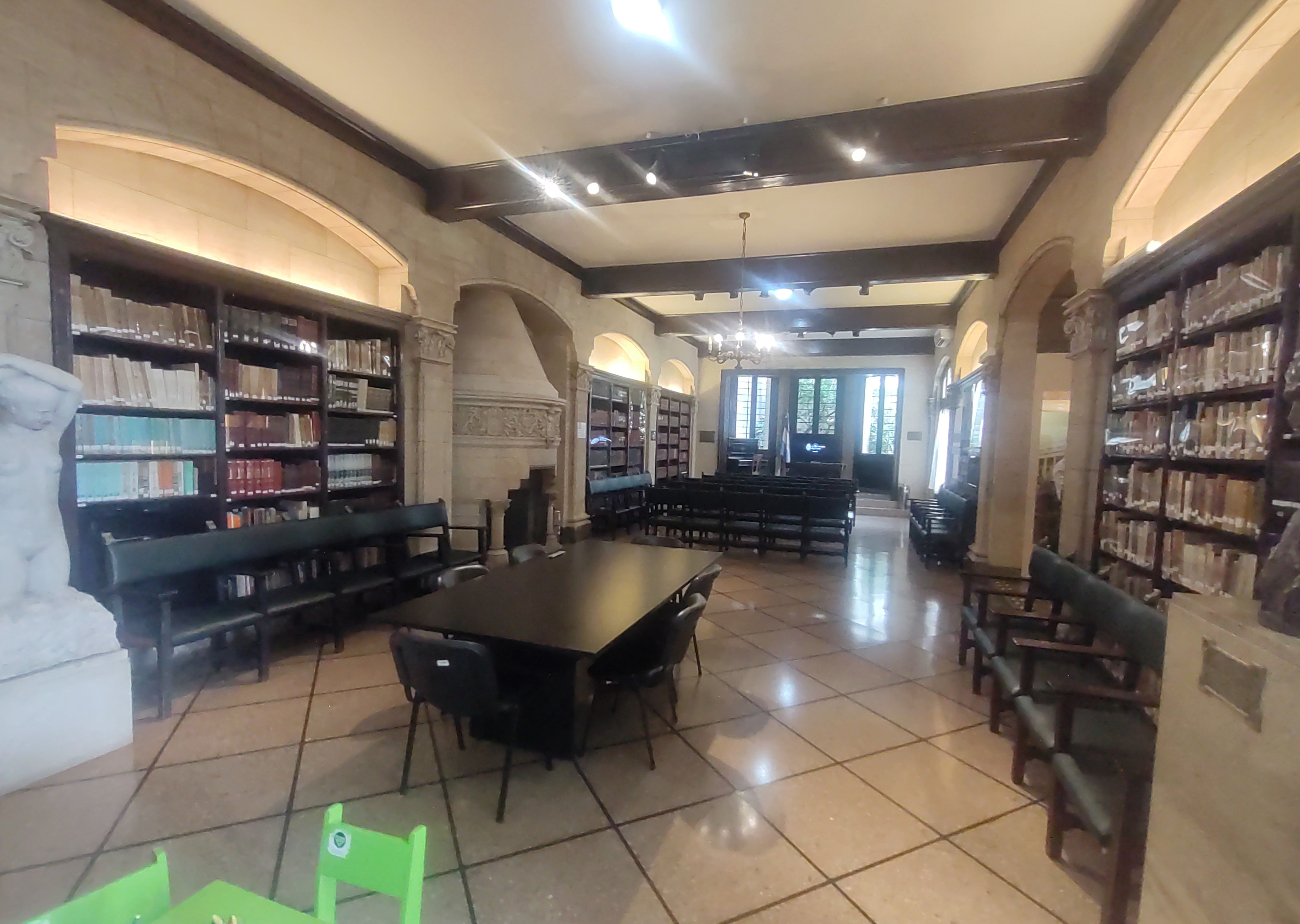
Sala de música del museo.

La segunda esposa de Arce, ya viuda, continuó habitando el inmueble una vez creado el museo, utilizando la planta superior del mismo, hasta su fallecimiento en 1968. En la actualidad, el segundo piso se encuentra abierto como ejemplo del estilo art decó, y con objetos relativos a la vida de la familia Arce. Por otra parte, por su particular estilo interno, es utilizada habitualmente como set de filmación de películas, entre otras producciones, entre las que se destacan, por ejemplo, Nueve Reinas o el videoclip de «Algo contigo» de Vicentico.